# Isilda Gomes
Isilda Maria Prazeres dos Santos Varges Gomes (ur. 16 września 1951 w Mido w gminie Almeida) – portugalska polityczka, nauczycielka i działaczka samorządowa, deputowana krajowa, burmistrz Portimão, posłanka do Parlamentu Europejskiego X kadencji.

## Życiorys
Ukończyła studia nauczycielskie w zakresie matematyki i nauk przyrodniczych. Odbyła studia magisterskie z edukacji społecznej na Uniwersytecie w Sewilli. Pracowała jako nauczycielka i koordynatorka projektów w regionie. Zaangażowała się w działalność polityczną w ramach Partii Socjalistycznej. W 2000 weszła w skład władz wykonawczych Portimão, od 2003 pełniła funkcję zastępczyni burmistrza, odpowiadając m.in. za edukację, kulturę, sport i mieszkalnictwo. W latach 2005–2007 była przewodniczącą zgromadzenia miejskiego oraz wiceprzewodniczącą rady aglomeracji Algarve. W 2007 powołana na stanowisko gubernatora dystryktu Faro. W 2009 uzyskała mandat deputowanej do Zgromadzenia Republiki XI kadencji. Wkrótce zawiesiła jego wykonywanie i powróciła do sprawowania urzędu gubernatora. W 2013 objęła urząd burmistrza Portimão (presidente da câmara municipal); uzyskiwała reelekcję na kolejne kadencje. W 2024 została wybrana w skład Europarlamentu X kadencji.